# Deelnemers UEFA-toernooien Noord-Macedonië
Onderstaande tabellen bevatten de deelnemers aan de UEFA-toernooien uit  Noord-Macedonië, dat van 1991 tot 2019 bekend was als (de Voormalige Joegoslavische Republiek) Macedonië.

## Mannen
N.B In de seizoenen 1961/62, 1985/86 en 1987/88 nam Vardar Skopje deel als deelnemer uit Joegoslavië
NB Klikken op de clubnaam geeft een link naar het Wikipedia-artikel over het betreffende toernooi in het betreffende seizoen.
| Seizoen | Europa Cup I            | Europacup II                                                        | UEFA Cup                           |                   |
| ------- | ----------------------- | ------------------------------------------------------------------- | ---------------------------------- | ----------------- |
| 1961/62 |                         | Vardar Skopje                                                       |                                    |                   |
| 1985/86 |                         |                                                                     | Vardar Skopje                      |                   |
| 1987/88 | Vardar Skopje           |                                                                     |                                    |                   |
| Seizoen | Champions League        | Europacup II                                                        | UEFA Cup                           | Intertoto Cup     |
| 1994/95 |                         |                                                                     | Vardar Skopje                      |                   |
| 1995/96 |                         | Sileks Kratovo                                                      | Vardar Skopje                      |                   |
| 1996/97 |                         | Sloga Jugomagnat Skopje                                             | Sileks Kratovo Vardar Skopje       |                   |
| 1997/98 | Sileks Kratovo          | Sloga Jugomagnat Skopje                                             | Pobeda Prilep                      |                   |
| 1998/99 | Sileks Kratovo          | Vardar Skopje                                                       | Sloga Jugomagnat Skopje            | Makedonija Skopje |
| Seizoen | Champions League        | UEFA Cup                                                            | Intertoto Cup                      |                   |
| 1999/00 | Sloga Jugomagnat Skopje | Sileks Kratovo Vardar Skopje                                        | Cementarnica Skopje Pobeda Prilep  |                   |
| 2000/01 | Sloga Jugomagnat Skopje | Pobeda Prilep Rabotnički Skopje                                     | Pelister Bitola                    |                   |
| 2001/02 | Sloga Jugomagnat Skopje | Pelister Bitola Vardar Skopje                                       | Pobeda Prilep                      |                   |
| 2002/03 | Vardar Skopje           | Belasica Strumica Pobeda Prilep                                     | Cementarnica Skopje                |                   |
| 2003/04 | Vardar Skopje ->        | Vardar Skopje Belasica Strumica Cementarnica Skopje                 | Pobeda Prilep                      |                   |
| 2004/05 | Pobeda Prilep           | Sileks Kratovo Sloga Jugomagnat Skopje                              | Vardar Skopje                      |                   |
| 2005/06 | Rabotnički Skopje       | Baškimi Kumanovo Vardar Skopje                                      | Pobeda Prilep Sileks Kratovo       |                   |
| 2006/07 | Rabotnički Skopje ->    | Rabotnički Skopje Makedonija Skopje Vardar Skopje                   | Pobeda Prilep                      |                   |
| 2007/08 | Pobeda Prilep           | Rabotnički Skopje Vardar Skopje                                     | Makedonija Skopje                  |                   |
| 2008/09 | Rabotnički Skopje       | Milano Kumanova Pelister Bitola                                     | Renova Čepčište                    |                   |
| Seizoen | Champions League        | Europa League                                                       |                                    |                   |
| 2009/10 | Makedonija Skopje       | Milano Kumanova Rabotnički Skopje Renova Čepčište                   |                                    |                   |
| 2010/11 | Renova Čepčište         | Metaloerg Skopje Rabotnički Skopje Teteks Tetovo                    |                                    |                   |
| 2011/12 | Shkëndija 79 Tetovo     | Metaloerg Skopje Rabotnički Skopje Renova Čepčište                  |                                    |                   |
| 2012/13 | Vardar Skopje           | Metaloerg Skopje Renova Čepčište Shkëndija 79 Tetovo                |                                    |                   |
| 2013/14 | Vardar Skopje           | Metaloerg Skopje Teteks Tetovo FK Turnovo                           |                                    |                   |
| 2014/15 | Rabotnički Skopje       | Metaloerg Skopje Shkëndija 79 Tetovo FK Turnovo                     |                                    |                   |
| 2015/16 | Vardar Skopje           | Rabotnički Skopje Renova Čepčište Shkëndija 79 Tetovo               |                                    |                   |
| 2016/17 | Vardar Skopje           | Rabotnički Skopje Shkëndija 79 Tetovo Sileks Kratovo                |                                    |                   |
| 2017/18 | Vardar Skopje ->        | Vardar Skopje Pelister Bitola Rabotnički Skopje Shkëndija 79 Tetovo |                                    |                   |
| 2018/19 | Shkëndija 79 Tetovo ->  | Shkëndija 79 Tetovo Rabotnički Skopje KF Shkupi Vardar Skopje       |                                    |                   |
| 2019/20 | Shkëndija 79 Tetovo ->  | Shkëndija 79 Tetovo Akademija Pandev Makedonija Skopje KF Shkupi    |                                    |                   |
| 2020/21 | Sileks Kratovo ->       | Sileks Kratovo Renova Čepčište Shkëndija 79 Tetovo KF Shkupi        |                                    |                   |
| Seizoen | Champions League        | Europa League                                                       | Europa Conference League           |                   |
| 2021/22 | Shkëndija 79 Tetovo     | 0                                                                   | KF Shkupi Sileks Kratovo FK Struga |                   |

### Deelnames
Aantal seizoenen
| 18x FK Vardar Skopje (exclusief deelnames Joegoslavië, 3x) 13x FK Rabotnički Skopje 10x FK Pobeda Prilep 10x FK Shkëndija 79 Tetovo 10x FK Sileks Kratovo 07x FK Renova Čepčište 07x FK Sloga Jugomagnat Skopje 05x FK Makedonija Ğorče Petrov Skopje 05x FK Metaloerg Skopje | 04x FK Pelister Bitola 04x KF Shkupi 03x FK Cementarnica 55 Skopje 02x FK Belasica Strumica 02x FK Milano Kumanovo 02x FK Teteks Tetovo 02x FK Turnovo 01x FK Akademija Pandev 01x FK Baškimi Kumanovo 01x FK Struga |

## Vrouwen
NB Klikken op de clubnaam geeft een link naar het Wikipedia-artikel over het betreffende toernooi in het betreffende seizoen.
| Seizoen          | Women's Cup       |
| ---------------- | ----------------- |
| 2001/02- 2002/03 | geen deelname     |
| 2003/04          | Lombardini Skopje |
| 2004/05          | FK Škiponjat      |
| 2005/06          | FK Škiponjat      |
| 2006/07          | FK Škiponjat      |
| 2007/08          | FK Škiponjat      |
| 2008/09          | FK Škiponjat      |
| Seizoen          | Champions League  |
| 2009/10          | FK Tikvesanka     |
| 2010/11          | Borec Veles       |
| 2011/12          | FK Naše Taksi     |
| 2012/13          | FK Naše Taksi     |
| 2013/14          | Biljanini Izvori  |
| 2014/15          | FK Kočani         |
| 2015/16          | Dragon 2014       |
| 2016/17          | Dragon 2014       |
| 2017/18          | FK Istatov        |
| 2018/19          | Dragon 2014       |
| 2019/20          | Dragon 2014       |
| 2020/21          | Kamenica Sasa     |
| 2021/22          | Kamenica Sasa     |

### Deelnames
05x FK Škiponjat
04x FK Dragon 2014
02x FK Kamenica Sasa
02x FK Naše Taksi
01x FK Biljanini Izvori
01x FK Borec Veles
01x FK Istatov
01x FK Kočani
01x FK Lombardini Skopje
01x FK Tikvesanka
Albanië ·
Andorra ·
Armenië ·
Azerbeidzjan ·
België ·
Bosnië en Herzegovina ·
Bulgarije ·
Cyprus ·
Denemarken ·
Duitsland ·
Engeland ·
Estland ·
Faeröer ·
Finland ·
Frankrijk ·
Georgië ·
Gibraltar ·
Griekenland ·
Hongarije ·
Ierland ·
IJsland ·
Israël ·
Italië ·
Kazachstan ·
Kroatië ·
Kosovo ·
Letland ·
Liechtenstein ·
Litouwen ·
Luxemburg ·
Malta ·
Moldavië ·
Montenegro ·
Nederland ·
Noord-Ierland ·
Noord-Macedonië ·
Noorwegen ·
Oekraïne ·
Oostenrijk ·
Polen ·
Portugal ·
Roemenië ·
Rusland ·
San Marino ·
Schotland ·
Servië ·
Slovenië ·
Slowakije ·
Spanje ·
Tsjechië ·
Turkije ·
Wales ·
Wit-Rusland ·
Zweden ·
Zwitserland

Historie:
DDR ·
Joegoslavië ·
Saarland ·
Sovjet-Unie ·
Tsjecho-Slowakije